# تاماس سالاي (لاعب كرة قدم)
تاماس سالاي (بالمجرية: Szalai Tamás)‏ (12 يونيو 1984 في المجر - ) هو لاعب كرة قدم مجري في مركز الهجوم. لعب مع نادي فيرينتسفاروشي ونادي تاتابانيا ‏.

## وصلات خارجية
- تاماس سالاي (لاعب كرة قدم) على موقع قاعدة بيانات كرة القدم.إي يو (الإنجليزية)